# Вандель
Ванде́ль (фр. Vendelles) — коммуна во Франции, находится в регионе Пикардия. Департамент коммуны — Эна. Входит в состав кантона Сен-Кантен-1. Округ коммуны — Сен-Кантен.
Код INSEE коммуны — 02774.

## Население
Население коммуны на 2010 год составляло 110 человек.
| 1962 | 1968 | 1975 | 1982 | 1990 | 1999 | 2010 |
| ---- | ---- | ---- | ---- | ---- | ---- | ---- |
| 133  | 139  | 129  | 119  | 121  | 127  | 110  |

## Экономика
В 2010 году среди 75 человек трудоспособного возраста (15—64 лет) 54 были экономически активными, 21 — неактивными (показатель активности — 72,0 %, в 1999 году было 64,8 %). Из 54 активных жителей работали 51 человек (31 мужчина и 20 женщин), безработных было 3 (2 мужчин и 1 женщина). Среди 21 неактивных 4 человека были учениками или студентами, 8 — пенсионерами, 9 были неактивными по другим причинам.